# 絨皮拉爾單棘魨
絨皮拉爾單棘魨，為輻鰭魚綱魨形目鱗魨亞目單棘魨科的其中一種，為熱帶海水魚，分布於西印度洋印度Mannar灣海域，棲息深度約5公尺，體長可達7.2公分，棲息在海草生長的淺水域，生活習性不明。